# Akademische Ruderverbindung
Eine Akademische Ruderverbindung (ARV) ist eine Studentenverbindung, deren Schwerpunkt neben dem studentischen Leben auf dem Rudern liegt. Akademische Ruderverbindungen haben das Ziel der rudersportlichen Förderung im Rahmen studentischer Traditionen am jeweiligen Hochschulort.
Die Besonderheit des Rudersports einer Akademischen Ruderverbindung, gegenüber einem normalen Ruderverein, liegt in der kulturellen Ausrichtung und der überwiegend studentisch-akademischen Mitgliederstruktur. Der interuniversitäre Kontakt zu Akademischen Ruderverbindungen anderer Hochschulorte stellt einen Unterschied zum sonstigen Hochschulsport dar, der meist nur auf die eigene Hochschule konzentriert ist. Die Akademischen Ruderverbindungen pflegen gemeinsame Ruderausfahrten, sogenannte Wanderfahrten, und gegenseitige Besuche.

## Organisation
Der Aufbau einer Akademischen Ruderverbindung folgt dem einer klassischen Studentenverbindung: Die Studenten bilden die Aktivitas; die Akademiker bilden die Altherrenschaft. Allen Ruderverbindungen sind das Conventsprinzip und das Lebensbundprinzip gemein.
In Deutschland sind die Akademischen Ruderverbindungen offiziell im Akademischen Ruderbund zusammengefasst, der allerdings faktisch suspendiert ist.

## Aktuelle Ruderverbindungen (Gründungsjahr in Klammern)
Akademische Ruderverbindungen mit aktivem Ruderbetrieb:
- Akademischer Ruderclub Rhenus Bonn e. V. (1890)
- Akademische Ruderverbindung „Westfalen“ Münster e. V. (1891)
- Technischer Ruderverein Rhenania „TRV Rhenania Bingen“ e.v. (1897)
- Ruderverbindung „Rheno-Franconia“ Frankfurt e. V. (1919)
- Akademischer Ruderclub zu Berlin e. V. (1949)
- Akademische Ruderverbindung „Alania“ zu Hamburg e. V. (1958)

## Ehemalige Ruderverbindungen
Verbindungen, die fusioniert sind bzw. suspendiert oder aufgelöst wurden:
- Akademischer Ruderverein zu Berlin-Grünau (1891–1949)[1]
- Akademische Ruder-Club Berlin (1895–1949)[2]
- Akademische Ruderverbindung „Alania“ Königsberg i. Pr. (1901–1945)[3]
- Akademische Ruderverbindung „Markomannia“ zu Leipzig (1903–1971)[4]
- Akademische Ruderverbindung Danzig (1904–1945)[5]
- Academischer Ruderclub Hamburg (1920–1958)[6]
- Akademische Rudervereinigung „Borussia“ zu Köln (1921–2020)
- Akademische Ruderschaft Bochum (1966)
- Akademische Ruderverbindung Karlsruhe (unbekannt)
- Studentische Rudergemeinschaft Angaria (1886–1972)[7][8]